# Peromingo (Segovia)
Peromingo es una localidad perteneciente al municipio de Muñopedro, en la provincia de Segovia, comunidad autónoma de Castilla y León, España. En 2024 contaba con 4 habitantes.

## Geografía

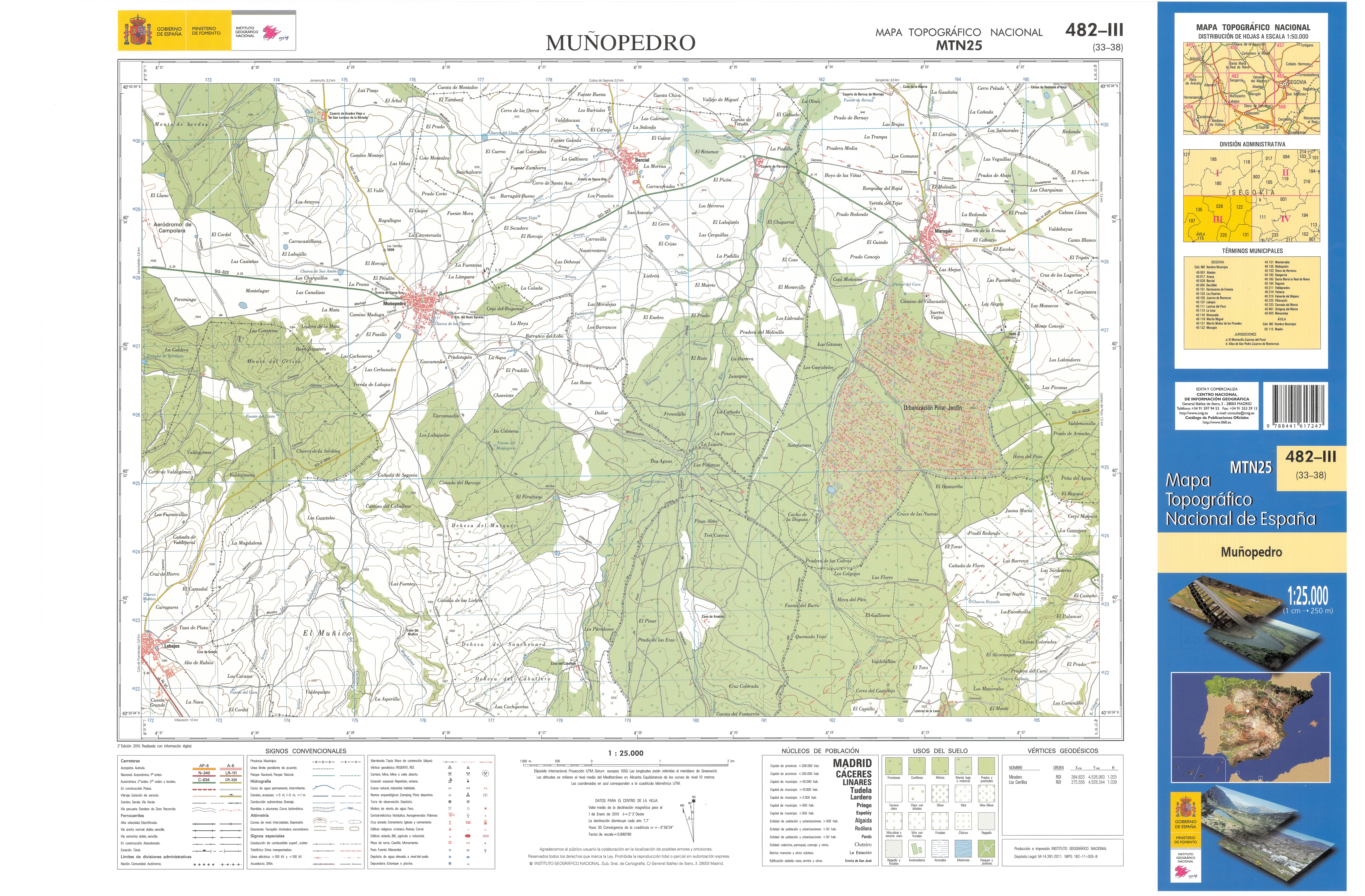
Fragmento de la hoja 482 del Mapa Topográfico Nacional de España de 2010 en el que se representa parte de Peromingo

Está situada muy cercana a la provincia de Ávila, a una altitud de 923 m s. n. m. perteneciendo al Sexmo de San Martín de la Comunidad de Ciudad y Tierra de Segovia.
Se sitúa a seis kilómetros de Muñopedro, 36 de Segovia y 27 de Ávila.

## Demografía
| 5             | 4 | 4 | 6 | 10 | 5 | 7 | 6 | 6 | 4 | 4 | 4 | 4 | 4 |
| (Fuente: INE) |   |   |   |    |   |   |   |   |   |   |   |   |   |

## Patrimonio
- Restos de la Iglesia del Torrejón, edificio medieval de una sola nave con cabecera recta. Conserva la torre de ladrillo y algunos restos también con ladrillo en las portadas. Puede datarse de los siglos XII-XIII. Se trata posiblemente de la iglesia del despoblado de Modua;[3]
- Ermita de Santa Ana, de titularidad privada;[4]
- Crucero de Peromingo.[5]